# Jakub Ficenec
Jakub Ficenec (* 11. Februar 1977 in Hradec Králové, Tschechoslowakei) ist ein ehemaliger deutsch-tschechischer Eishockey-Verteidiger, der zuletzt bei der Düsseldorfer EG aus der Deutschen Eishockey Liga unter Vertrag stand.

## Karriere
Im Alter von 17 Jahren bestritt Jakub Ficenec 1993 seine ersten zwei Profi-Partien beim HC Hradec Králové. Zwei Jahre später folgten drei weitere Spiele in der höchsten tschechischen Spielklasse für den HC Slavia Prag. Dort kam der Verteidiger allerdings nur sporadisch zum Einsatz. Um sein Spiel zu verbessern, wechselte Ficenec 1995 nach Kanada und stand dort zwei Jahre für das Juniorenteam der South Surrey Eagles in der British Columbia Hockey League auf dem Eis. Beim Royal Bank Cup 1997 wurde der Tscheche schließlich zum besten Verteidiger des Turniers gewählt.
Daraufhin nahm das Farmteam der Washington Capitals, die Portland Pirates, den mittlerweile 20-jährigen unter Vertrag. Ficenec spielte zwischen 1997 und 2001 insgesamt 125 Mal für die Pirates und erzielte dabei 24 Treffer und bereitete 27 vor. Einen Zwischenstopp in der East Coast Hockey League legte der Abwehrspieler 1998 ein, als er eine Saison für die Johnstown Chiefs spielte. Zur Saison 2001/02 wandte sich Ficenec von Nordamerika ab, um wieder in Europa zu spielen. Eine neue Heimat fand er bei den Augsburger Panthern. Dort konnte er voll und ganz überzeugen, woraufhin sich die DEG Metro Stars die Dienste des Tschechen mit dem harten Schlagschuss sicherten. In Düsseldorf blieb Ficenec allerdings auch nur eine Saison.
Zur Saison 2003/04 unterschrieb der Rechtsschütze einen Vertrag beim Ligakonkurrenten ERC Ingolstadt. 2005 gewann Ficenec mit den Panthern seinen ersten Titel in Deutschland, als sein ehemaliger Verein, die DEG Metro Stars, im Pokalfinale nach Penaltyschießen bezwungen wurde.
Am Ende der Saison 2013/14 gewann er mit dem ERC Ingolstadt den Deutschen Meistertitel. Nach diesem Erfolg verließ er den Verein nach elf Jahren und wurde von der Düsseldorfer EG verpflichtet.
Aufgrund einer Knieverletzung löste er seinen laufenden Vertrag im Dezember 2015 auf.
Im September 2016 beendete er seine Karriere offiziell. In Anerkennung seiner Leistungen für den ERC Ingolstadt wurde dort seine Trikotnummer #38 gesperrt und sein Trikot unter das Dach der Saturn Arena gehängt.

### International
2006 debütierte Ficenec in der tschechischen Nationalmannschaft. Im August 2009 erhielt er die deutsche Staatsbürgerschaft und wurde wenig später auch zum ersten Mal für die deutsche Nationalmannschaft nominiert. Ficenec gehört zum Kader der Mannschaft, die an den Olympischen Winterspielen 2010 in Vancouver teilnahm.

## Erfolge und Auszeichnungen
- 1997 Murphy-Cup-Gewinn mit den Anaheim Bullfrogs
- 1999 Teilnahme am ECHL All-Star Game
- 2004 Teilnahme am DEL All-Star Game
- 2005 Teilnahme am DEL All-Star Game
- 2005 Pokalsieger mit dem ERC Ingolstadt
- 2006 Teilnahme am DEL All-Star Game
- 2007 Teilnahme am DEL All-Star Game
- 2008 Teilnahme am DEL All-Star Game
- 2009 Teilnahme am DEL All-Star Game
- 2014 Deutscher Meister mit dem ERC Ingolstadt

## Karrierestatistik
(Legende zur Spielerstatistik: Sp oder GP = absolvierte Spiele; T oder G = erzielte Tore; V oder A = erzielte Assists; Pkt oder Pts = erzielte Scorerpunkte; SM oder PIM = erhaltene Strafminuten; +/− = Plus/Minus-Bilanz; PP = erzielte Überzahltore; SH = erzielte Unterzahltore; GW = erzielte Siegtore; 1 Play-downs/Relegation; Kursiv: Statistik nicht vollständig)